# Kallstroemia peninsularis
Kallstroemia peninsularis är en pockenholtsväxtart som beskrevs av D. M. Porter. Kallstroemia peninsularis ingår i släktet Kallstroemia och familjen pockenholtsväxter. Inga underarter finns listade i Catalogue of Life.